# Markus Mustonen
Markus Mikael Mustonen (ur. 20 stycznia 1973 w Eskilstunie) – szwedzki muzyk pochodzenia fińskiego. Jest perkusistą zespołu Kent, gra też na syntezatorze.
Obecnie mieszka w Sztokholmie. W ciągu 2003 roku grał z zespołem Nina Rochelle.